# Stazione di Tarantella
La stazione di Tarantella è una fermata ferroviaria della ferrovia Altamura-Avigliano-Potenza, gestita dalle Ferrovie Appulo Lucane. Si trova nel territorio comunale di Acerenza, in provincia di Potenza.